# Anglo-européen
Pour les articles homonymes, voir AES.
L‘Anglo-européen (anglais : Anglo-european stud-book, AES) est un stud-book européen reconnu par la WBFSH, surtout destiné aux chevaux de sport, davantage apparenté à une marque qu'à une véritable race. Ce stud-book a enregistré plusieurs dizaines de milliers de chevaux depuis sa création.

## Histoire
Il n'existe que très peu d'informations à propos de ce stud-book : l'Anglo-européen ne figure ni dans l'étude menée par l'université d'Uppsala, publiée en août 2010 pour la FAO, ni dans la seconde édition de l'ouvrage de l'université d'Oklahoma recensant les races de chevaux (2007), ni dans celui de Delachaux et Niestlé prétendant recenser tous les chevaux du monde (2014), ni dans l'édition de 2016 de l'encyclopédie de CAB International. En revanche, il figure dans la base de données DAD-IS, et fait l'objet d'un chapitre dans la seconde édition de Races équines de France (2017), aux éditions de la France agricole.
La création de ce stud-book est récente, propre au Royaume-uni, dans le cadre d'une collaboration avec la WBFSH. Ces chevaux sont présents en France, où ils sont reconnus depuis 2009, ayant le statut de race sous accord depuis 2016.

## Description

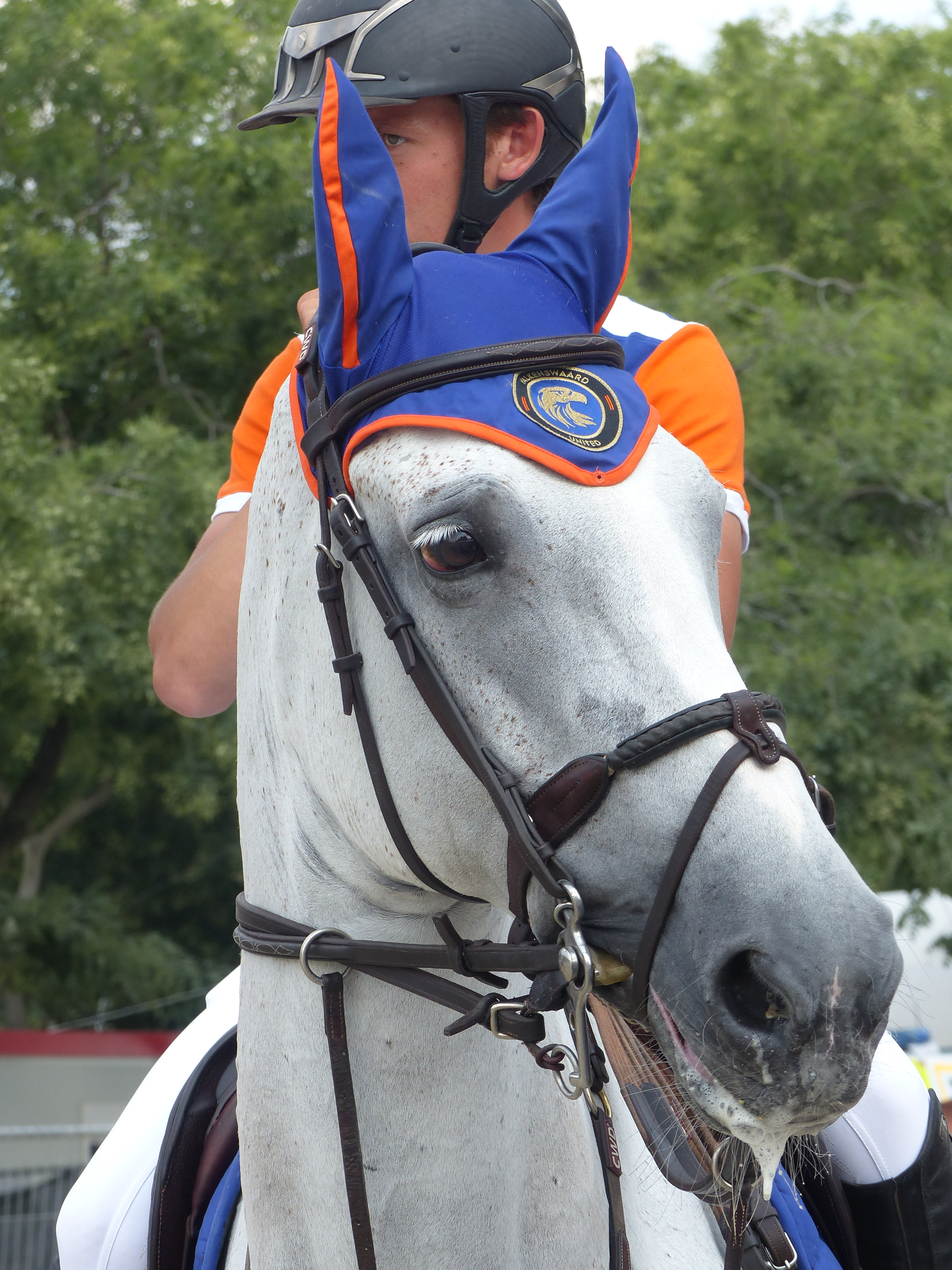
La jument anglo-européenne Molly Malone V, montée par Bertram Allen.

Les chevaux composant ce stud-book sont difficiles à définir, dans la mesure où l'enregistrement est ouvert. Ainsi, de très nombreux types de chevaux sont représentés, incluant des Warmblood européens, des Pure race espagnole, et des demi-trait.
La sélection vise les performances sportives. L'Anglo-européen est en 2017 l'un des deux stud-books de chevaux de sport d'Europe à accepter les chevaux clonés, avec Zangersheide. Il est reconnu à l'échelle européenne. La qualité des passeports AES est elle aussi reconnue.

## Utilisations
Ces chevaux sont destinés à tous les sports équestres, mais aussi à l'équitation de loisir. Ils sont représentés en compétition de saut d'obstacles et de concours complet de haut niveau. Parmi les chevaux de saut d'obstacles appartenant à ce stud-book, on compte Argento, Jb's Hot Stuff, Molly Malone V, Suma's Zorro, Tinka's Serenade et Tripple X III.

## Diffusion de l'élevage
DAD-IS n'indique pas de niveau de menace ni de relevé d'effectifs, et signale que l'origine des chevaux composant ce stud-book est extérieure au Royaume-Uni. Depuis la création du stud-book et jusqu'en 2017, 34 000 chevaux AES ont été enregistrés. Les effectifs français sont très réduits, de l'ordre d'une soixantaine de chevaux en 2015.